# Depositary receipt
Een Depositary receipt is een waardepapier of certificaat dat garant staat voor een of meerdere buitenlandse aandelen van een beursgenoteerd bedrijf. Deze certificaten worden in lokale valuta verhandeld. Het vergemakkelijkt de internationale handel in aandelen omdat een deel van de obstakels van beleggen in het buitenland worden weggenomen. Voor een emittent is het gemakkelijker om buitenlands kapitaal aan te trekken als de eigen thuismarkt onvoldoende groot is of niet toegankelijk is voor buitenlandse investeerders.
Om een depositary receipt te maken is een intermediair noodzakelijk. Een financiële instelling koopt aandelen in het gekozen bedrijf op de lokale beurs, en geeft deze opnieuw uit in de vorm van certificaten op een buitenlandse beurs. Het is aan de intermediair om te bepalen hoeveel aandelen in een certificaat worden opgenomen. Het meest gangbaar is een aandeel in een certificaat maar ook 10 aandelen in een certificaat komen voor. The Bank of New York Mellon Corporation (BNY Mellon) is een Amerikaanse financiële instelling die zeer actief is als intermediair voor depositary receipts.
De meest bekende is de American Depositary Receipt (ADR), maar er zijn ook Globale (GDR) en Europese versies (EDR). Een ADR vertegenwoordigt een of meer aandelen van een buitenlands bedrijf die in de Verenigde Staten wordt verhandeld. De ADR is genoteerd in Amerikaanse dollars en heeft dezelfde rechten als de gewone aandelen van een bedrijf. Het dividend op de ADR wordt ook in dollars uitgekeerd ook al stelt het bedrijf in een andere valuta het dividend vast. De ADRs worden verhandeld op officiële beurzen of over-the-counter. 
Er is sprake van Sponsered ADRs als het beursgenoteerde bedrijf waarvan de aandelen de onderliggende waarde vormen van de ADR mee- of samenwerkt. Zijn de ADRs zonder medewerking of toestemming van het bedrijf geëmitteerd dan is er sprake van Unsponsored ADRs. Enkele voorbeelden van Nederlandse bedrijven met ADRs zijn: Aegon (Sponsered, S), Akzo Nobel (S), Heineken (S), Vopak (Unsponsered, U) en Boskalis (U) en voor België AB Inbev (S) en Proximus (U).
Veel Chinese bedrijven hebben ook gebruik gemaakt van ADRs omdat de eigen thuismarkt onvoldoende groot is om het gewenste kapitaal op te halen. In 2014 deed de Alibaba Group een beursintroductie in New York door middel van ADRs en haalde daarmee ongeveer US$ 21 miljard op.